# Classe Bouclier
La Classe Bouclier (ou Classe Casque) fut la dixième classe de contre-torpilleurs construite pour la Marine nationale française entre 1910 et 1912. Elle fut réalisée sur les chantiers navals français de Nantes, Bordeaux, Le Havre, et Saint-Nazaire.
Les douze navires participèrent à la Première Guerre mondiale dont quatre y furent perdus : les Boutefeu, Dague, Faulx et Fourche.

## Conception
Cette classe de 800 tonnes a été construite dans différents chantiers navals français sur une spécification générale qui comprenait des chaudières au mazout et des turbines à vapeur.
Mais quelques variations existèrent. Leur longueur variait de 72 à 78 m. Leur vitesse était variable selon leur motorisation (de 24 à 34 nœuds) : le Bouclier et le Casque avaient trois hélices alors que les autres n'en possédaient que deux. Leur silhouette était aussi différente : le Casque n'avait que trois cheminées alors que les autres en avaient quatre.
Tous les navires de la classe ont reçu un armement standard de deux canons de 100 mm, de quatre canons de 65 mm et de deux tubes lance-torpilles de 450 mm.

### Modernisation
Au cours de la Première Guerre mondiale, entre 1916 et 1918, les survivants furent dotés d'un canon de lutte antiaérienne de 45 mm ou 75 mm et de deux mitrailleuses de 8 mm, ainsi que de 8 à 10 grenades anti-sous-marines de type Guiraud.

## Service
Toutes les unités, sauf les Bouclier, Capitaine Mehl et Francis Garnier, servirent en mer Méditerranée entre 1914 et 1918.

## Pertes
- Le Dague coula le 24 février 1915 sur une mine dérivante austro-hongroise au large de Bar (Monténégro), 38 marins périssent[1].
- Le Boutefeu coula le 15 mai 1917 au large de Brindisi en heurtant des mines posées par le sous-marin allemand UC-25.
- Le Faulx coula le 10 avril 1918 dans le Canal d'Otrante après avoir été abordé par le contre-torpilleur français Mangini.
- Le Fourche fut torpillé par le sous-marin austro-hongrois U-15 et coula le 23 juin 1918.

## Les unités de la classe
| N° | Nom                | Chantier naval | Quille  | Lancement         | Mis en service | Fin de carrière          |
| -- | ------------------ | --- | ------- | ----------------- | -------------- | ------------------------ |
| B  | Bouclier           | Augustin Normand, Le Havre | en 1909 | 29 juin 1911      | septembre 1911 | radié le 15 février 1933 |
| BF | Boutefeu           | Dyle & Bacalan, Bordeaux | en 1909 | 2 mai 1911        | en 1911        | coulé le 15 mai 1917     |
| ML | Capitaine Mehl     | Ateliers et chantiers de la Loire, Saint-Nazaire | en 1910 | 20 avril 1912     | en 1912        | radié le 10 juillet 1926 |
| CQ | Casque             | Forges et chantiers de la Méditerranée, La Seyne-sur-Mer                                                                                                 | en 1909 | 25 août 1910      | juin 1911      | radié le 26 mars 1926    |
| CM | Cimeterre          | Forges et chantiers de la Gironde, Bordeaux | en 1909 | 13 avril 1911     | en 1912        | radié le 10 juillet 1926 |
| BR | Commandant Bory    | Dyle & Bacalan, Bordeaux | en 1910 | 14 septembre 1912 | décembre 1912  | radié le 29 juillet 1926 |
| RV | Commandant Rivière | Forges et chantiers de la Gironde, Bordeaux | en 1910 | 2 octobre 1912    | en 1913        | radié en juin 1933       |
| DG | Dague              | Forges et chantiers de la Gironde, Bordeaux | en 1909 | 13 avril 1911     | en 1912        | coulé le 24 février 1915 |
| DH | Dehorter           | Chantiers de Normandie , Grand Quevilly , Seine Maritime (les chantiers de Normandie sont rachetés par les chantiers de Penhoët, saint Nazaire, en 1901) | en 1910 | 18 avril 1912     | décembre 1912  | radié le 15 février 1933 |
| FX | Faulx              | Établissement de la Brosse et Fouché, Nantes | en 1909 | 2 février 1911    | octobre 1912   | coulé le 10 avril 1918   |
| F  | Fourche            | Établissement de la Brosse et Fouché, Nantes | en 1909 | 21 octobre 1910   | en 1912        | coulé le 23 juin 1918    |
| FG | Francis Garnier    | Augustin Normand, Le Havre | en 1910 | 1er octobre 1912  | en 1913        | radié en février 1926    |

## Galerie

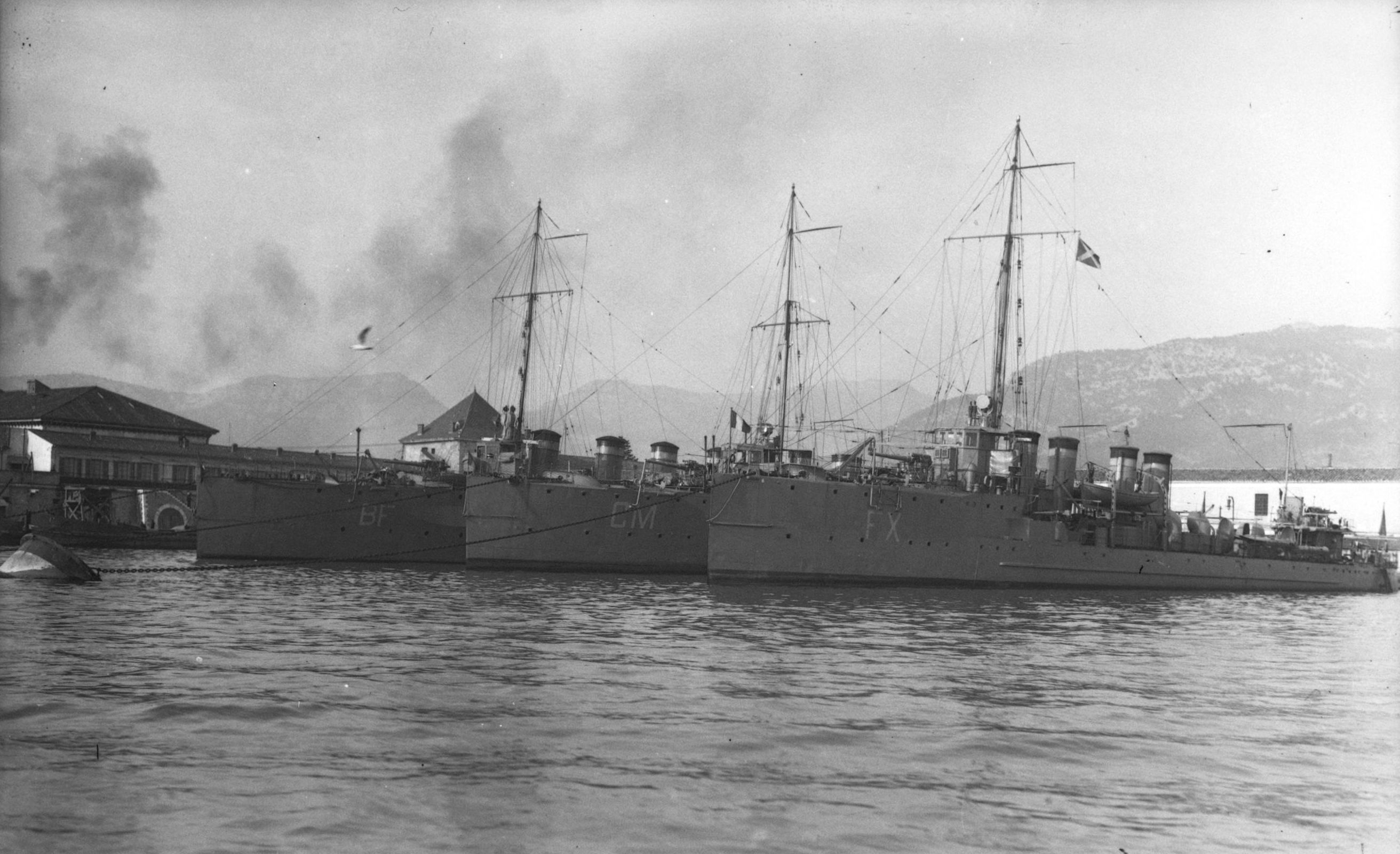
Les Boutefeu (BF), Cimeterre (CM) et Faulx (FX) à Toulon en 1914.
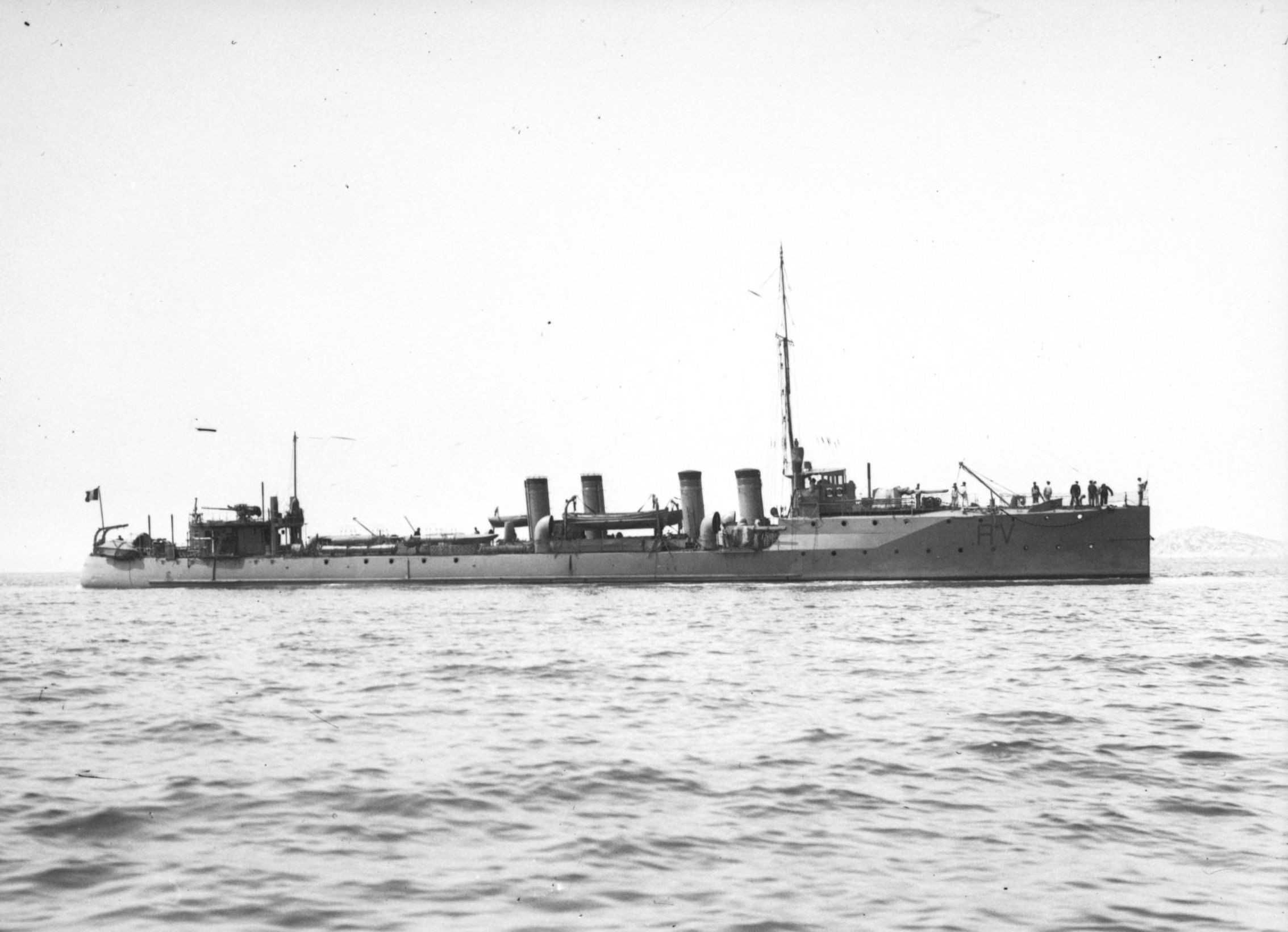
Le Commandant Rivière (CR) en 1914.
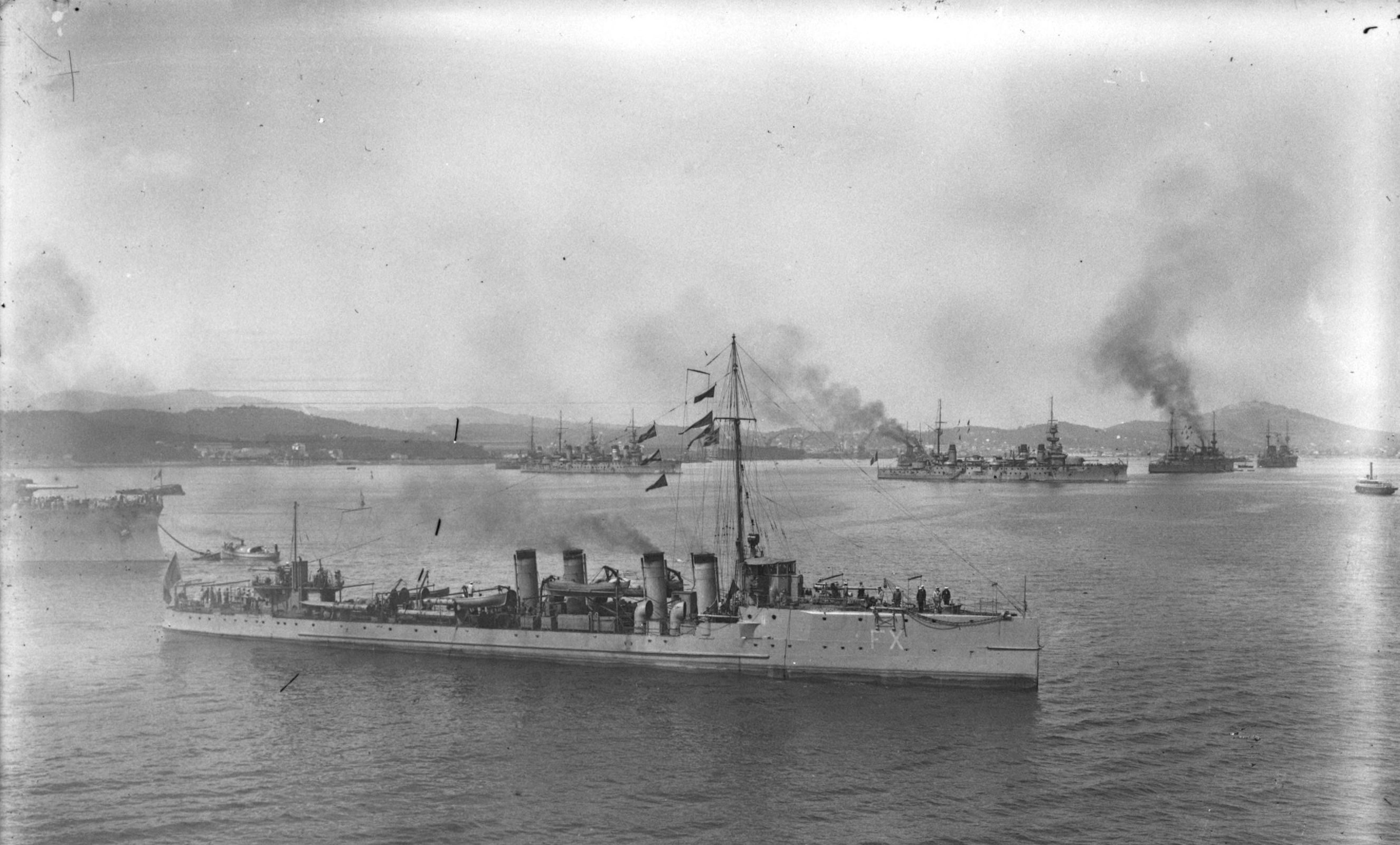
Le Faulx (FX) en 1914.

## Sources
- (en) Cet article est partiellement ou en totalité issu de l’article de Wikipédia en anglais intitulé « Bouclier-class destroyer » (voir la liste des auteurs).